# Chrysopa viridana
Chrysopa viridana is een insect uit de familie van de gaasvliegen (Chrysopidae), die tot de orde netvleugeligen (Neuroptera) behoort. 
Chrysopa viridana is voor het eerst wetenschappelijk beschreven door Schneider in 1845.